# Vellberg
Vellberg es una ciudad alemana perteneciente al distrito de Schwäbisch Hall de Baden-Wurtemberg.

## Localización
Se ubica unos 10 km al este de la capital distrital Schwäbisch Hall. Al norte de la ciudad pasa una línea de ferrocarril que une Stuttgart con Núremberg.

## Historia
El lugar de la actual ciudad era un campo perteneciente a la familia noble Vellberg, que se menciona por primera vez en un documento de 1102 que hace referencia a Heinrich von Vellberg. En 1500, Maximiliano I de Habsburgo le concedió derechos de mercado, añadiéndole en 1506 el título de ciudad. Se integró en Wurtemberg en 1802. En 1972, la ciudad aumentó su territorio al incorporarse Großaltdorf a su término municipal.

## Demografía
A 31 de diciembre de 2017 tiene 4390 habitantes.